# Pociecha (Bierdzany)
Pociecha – przysiółek wsi Bierdzany w Polsce, położony w województwie opolskim, w powiecie opolskim, w gminie Turawa.
W latach 1975–1998 przysiółek należał administracyjnie do ówczesnego województwa opolskiego.